# Stefania Spampinato
Stefania Spampinato (Catania, Sicilia, 17 de julio de 1982) es una actriz, directora, bailarina y modelo italiana conocida por su papel de la doctora Carina DeLuca en las series de televisión de la cadena ABC, Grey's Anatomy & Station 19.

## Carrera
Spampinato comenzó a bailar a los seis años de edad. Tras graduarse con sobresalientes en el Liceo Classico Mario Cutelli en Catania, se mudó a Milán para estudiar danza, interpretación y canto, donde también se graduó en la Academia de Artes. En 2006 se trasladó a Londres, donde su carrera como bailarina le permitió viajar por el mundo. En 2011, se mudó a Los Ángeles, donde continuó estudiando interpretación.
Después de aparecer en series de televisión como Glee, se unió al elenco de Grey's Anatomy en 2017 como la doctora Carina DeLuca, hermana del doctor Andrew DeLuca, y desde 2020 continúa interpretando ese papel en Station 19.

## Vida personal
Spampinato se casó con el coreógrafo italiano, Tony Testa en 2018. La pareja se divorció en diciembre de 2020.

## Filmografía

### Cine
| Año  | Película                                                 | Papel                          | Notas                  |
| ---- | -------------------------------------------------------- | ------------------------------ | ---------------------- |
| 2014 | Kilo Valley                                              | Natalia                        | Cortometraje           |
| 2014 | A Date with Felipe                                       | Elena                          | Cortometraje           |
| 2014 | Off the Grid                                             | Sasha                          |                        |
| 2014 | The Real Truth Behind The Real True Story: Donnie Miller | Bailarina                      | Cortometraje           |
| 2014 | The Very Scientific System                               | Carolina                       | Cortometraje           |
| 2015 | How to Have Sex on a Plane                               | Azafata                        | Cortometraje           |
| 2015 | Los olvidados                                            | Nancy                          | Miniserie              |
| 2015 | Boiling Point: Risotto                                   | Alex                           | Cortometraje           |
| 2015 | Boiling Point: Skewers                                   | Sam                            | Cortometraje           |
| 2015 | Her Ring                                                 | Stella Foster                  | Cortometraje           |
| 2016 | Mère et Fille, California Dream                          | Publicista                     | Película de televisión |
| 2017 | The Gods                                                 | Sofia Fasano                   |                        |
| 2018 | Two Wolves                                               | Sasha                          |                        |
| 2019 | Ford v Ferrari                                           | Traductora                     |                        |
| 2019 | Il giorno più bello del mondo                            | Flavia Mainardi                |                        |
| 2019 | Spies in Disguise                                        | Empleada/ Mujer italiana (voz) |                        |
| 2020 | Darkness Falls                                           | Amanda Tyler                   |                        |
|      | The Roman                                                | Francesca                      | Posproducción          |